# Vernien

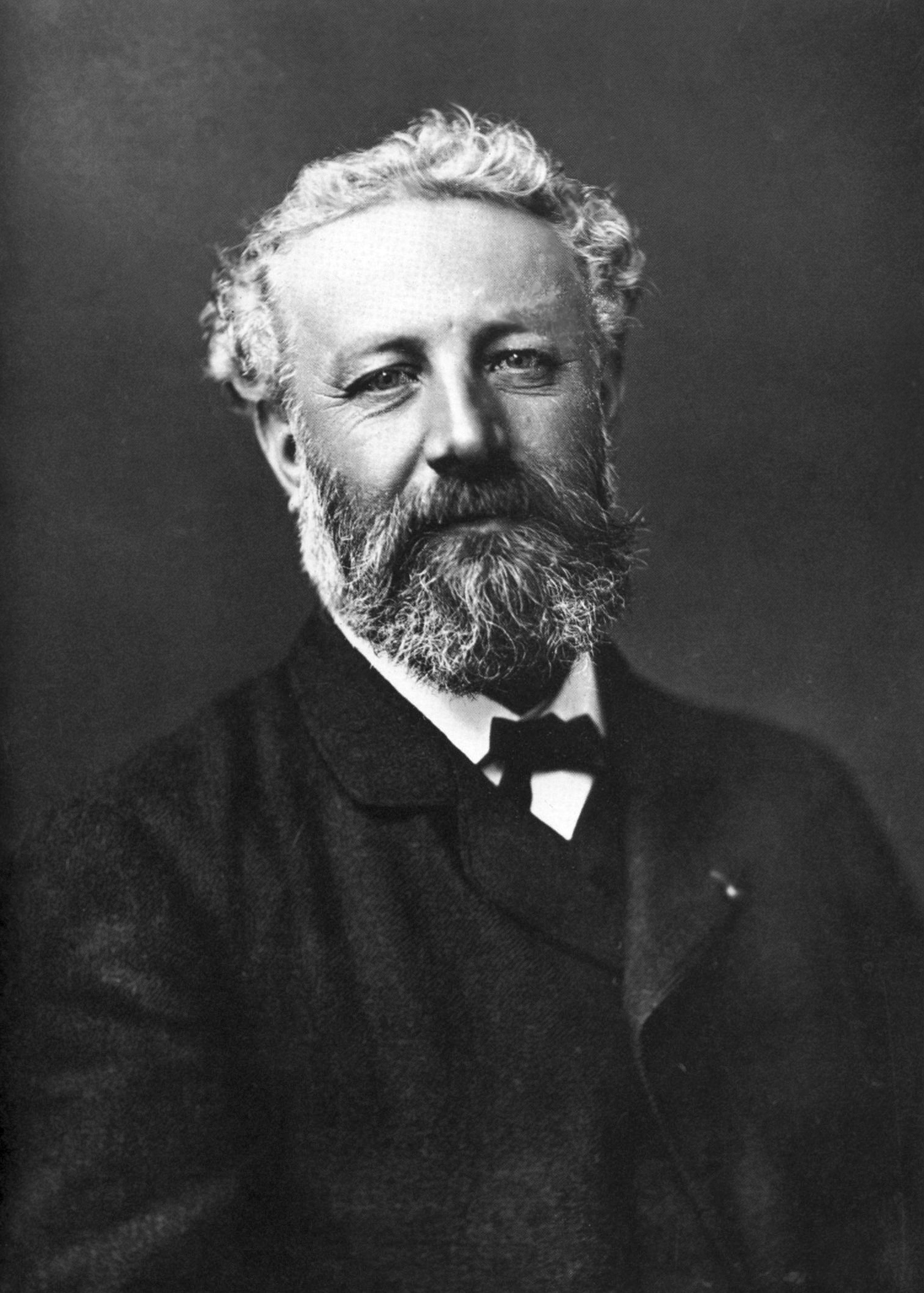
Jules Verne

Un vernien est un chercheur travaillant sur l'œuvre et la vie de Jules Verne et contribuant aux recherches et aux études sur l'écrivain à travers des publications. Certains critiques préfèrent employer le terme de verniste,,, mais il est plus courant de qualifier le chercheur sur Jules Verne de vernien.

## Liste des principaux verniens[6]
Catégories
- Articles[N 1]
 ** Études[N 2]
 *** Biographies
 **** Thèses
 ***** Bibliographies
 ****** direction
 *******notes et commentaires